# Ariadna Peya Rigolfas
Ariadna Peya Rigolfas (Palafrugell, Baix Empordà, 1984) és una ballarina, coreògrafa i docent catalana. Es va formar en dansa a Barcelona i ha realitzat cursos addicionals a Nova York, Londres, Cuba, Israel i Berlín amb coreògrafs internacionals. També ha completat la seva formació amb cursos d'interpretació i de piano.
És una apassionada del moviment i la creació. En conseqüència, amb el temps ha desenvolupat un llenguatge propi, fort, passional i poètic. El seu treball està vinculat a la música i a la barreja de llenguatges escènics. Porta 17 anys en la docència. Ha impartir classes a Catalunya, Madrid i L'Havana (Renata Ramos, Elite Dance, DanceEscool, Anagarycia, Eòlia, Memory, NunArt, ESART, entre d'altres).
Ariadna Peya busca reforçar els seus ideals per mitjà de les seves obres. No amaga la seva lluita oberta per tal de fer visibles alguns tabús socials i combatre els estigmes injustos. En general, el seu moviment es basa en una consciència molt forta a un triple nivell: social, de classe i de gènere. Amb la seva germana Clara Peya, forma part de la companyia Les Impuxibles. El seu paper més rellevant i aclamat és la coreografia creada per a l'obra Maremar de Dagoll Dagom, un espectacle musical amb lletres inspirades en les cançons de Lluís Llach en Pericles, el príncep de Tiro, de William Shakespeare.
Ha treballat com a ballarina en els musicals Grease, el musical de tu vida, Flashdance i Vinegar Dances.
Ariadna Peya es cofundadora de la companyia de teatre-dansa i música en directe Les Impuxibles, juntament amb la seva germana Clara. Les Impuxibles és el resultat de la fusió artística d'una coreògrafa i una pianista. Treballa la barreja de llenguatges, la recerca que fusiona música i moviment amb altres disciplines escèniques. El compromís social és la clau del projecte, l'oportunitat de fer de l'art un altaveu de denúncia i canvi social en la lluita per la igualtat.
Les Impuxibles han treballat amb creadores com Carla Rovira, Marc Rosich, Judith Pujol, Virginia García, Míriam Escurriola, Bel Olid, Arantza López, Laura Vilar i Maria Velasco, entre d'altres. El seu últim treball és Suite toc núm 6, una co-producció amb la Sala Beckett